# اسپانیل تبتی
اسپانیل تبتی (به انگلیسی: Tibetan Spaniel)، نام یکی از نژادهای سگ است که خاستگاه آن به تبت، چین بازمی‌گردد. این نژاد در حالت بالغ به‌طور میانگین ۹ تا ۱۵ پوند (۴٫۱ تا ۶٫۸ کیلوگرم) وزن دارد. اسپانیل تبتی در حالت بالغ ۱۰ اینچ (۲۵ سانتیمتر) ارتفاع دارد.